# دادلی دو-رایت
دادلی دو-رایت (انگلیسی: Dudley Do-Right) نام یک شخصیت کارتونی اهل کانادا است که کارتونش با نامِ «دادلی دو-رایت از پلیس سواره‌نظام سلطنتی کانادا» یکی از بخش‌های فرعی از مجموعهٔ تلویزیونی کارتونی «راکی و بال‌وینکل شو» بود.
دادلی افسر دست‌وپاچلفتی پلیس سواره‌نظام سلطنتی کانادا بود که همواره تلاش می‌کرد لیاقت و مهارت خودش را به مافوقش نشان دهد، اما از بختِ بد، اغلب کارها را خراب‌تر می‌کرد، به‌ویژه آنکه شخصیت شرور کارتون با نام «اسنایدی ویپلَش» برایش دردسر درست می‌کرد.
«کارتونِ دادلی دو-رایت»، در دههٔ ۵۰ خورشیدی، با دوبلهٔ فارسی از تلویزیون ملی ایران پخش شد و صداپیشگی شخصیت‌های آن، توسط هنرمندان ذیل انجام پذیرفت:
- راوی: احمد آقالو
- دادلی دورایت: حسن عباسی
- اسنایدی ویپلَش: کنعان کیانی
- رئیس دادلی: پرویز نارنجی‌ها
- دوست‌دختر دادلی (دختر رئیس): مینو غزنوی